# Fritz Wolmarans
Fritz Wolmarans (* 7. März 1986 in Bloemfontein) ist ein ehemaliger südafrikanischer Tennisspieler.

## Karriere
Fritz Wolmarans war bereits als Junior recht erfolgreich und spielte bereits 2002 beim Davis Cup der Junioren für sein Land. Er gewann 2003 die Einzel- und Doppelkonkurrenz der African Closed Junior Championships und nahm an drei Grand-Slam-Turnieren der Junioren teil. Im Folgejahr bestritt er alle vier Grand Slams, wo sein bestes Ergebnis der Einzug in die dritte Runde bei den Australian Open war. Seine beste Platzierung war ein 25. Rang in der Einzelwertung und ein kombinierter 12. Rang.
2002 begann Wolmarans Turniere auf der unterklassigen ITF Future Tour zu spielen. Es dauerte jedoch bis ins Jahr 2005, bis er das erste Mal ein Finale erreichen konnte. Ein Jahr später konnte er zwei Einzel- und drei Doppeltitel gewinnen. Insgesamt gewann er auf der Future Tour sieben Einzel- und fünf Doppeltitel. Im selben Jahr feierte er für die südafrikanische Davis-Cup-Mannschaft seine Davis-Cup-Premiere bei der Begegnung gegen Lettland. In der Saison 2007 spielte Wolmarans regelmäßig Turniere auf der ATP Challenger Tour. Im Davis Cup wurde er in allen drei Gruppenspielen sowie den Playoff-Spielen eingesetzt. Er schaffte mit der Davis-Cup-Mannschaft den Aufstieg in die Kontinentalgruppe II. Zu seinem Debüt auf der ATP World Tour kam er 2009 in Johannesburg. Mit seinem Landsmann Izak van der Merwe erhielt er eine Wildcard für das Doppelfeld. In der ersten Runde gelang ihnen ein Überraschungssieg über die Setzlistenzweiten Eric Butorac und Ross Hutchins, bevor sie in der zweiten Runde gegen die späteren Turniersieger Jamie Cerretani und Dick Norman ausschieden.
2010 spielte Wolmarans zum ersten Mal auf der World Tour im Einzelhauptfeld, indem er sich in Johannesburg durch die Qualifikation kämpfte. Er schied jedoch gleich in der ersten Runde gegen Björn Phau in zwei Sätzen aus. Im selben Jahr beendete er seine seit 2006 andauernde Titelflaute mit drei Einzeltiteln auf der Future Tour. Zusätzlich feierte er seinen ersten Erfolg auf der Challenger Tour. In Tulsa gewann er an der Seite von Andrew Anderson den Doppelbewerb. Im Jahr 2011 erhielt Wolmarans erneut eine Wildcard für das Turnier in Johannesburg. Diesmal startete er im Einzel und im Doppel, wobei er im Einzel den Einzug in die zweite Runde schaffte. Einen Monat später gewann er seinen einzigen Einzeltitel auf der Challenger Tour. Es gelang ihm ohne Satzverlust ins Finale einzuziehen, wo er auf den Topgesetzten Bobby Reynolds traf. In einem engen Match setzte er sich in drei Sätzen durch und feierte seinen größten Einzeltriumph. Im Mai desselben Jahres erreichte er mit einem 198. Rang seine beste Einzelplatzierung in der Weltrangliste, während er es im Doppel mit einem 412. Rang nie in die Top 400 schaffte.
Ein Jahr später gelang ihm als Qualifikant in Binghamton nochmals ein Finaleinzug auf Challenger Ebene; er verlor dort gegen Michael Yani in zwei Sätzen. In der Folgezeit konnte er sich für kein Turnier auf der World Tour mehr qualifizieren und auch auf der Challenger Tour konnte er keine weiteren Erfolge feiern, lediglich auf der Future Tour gewann er 2014 noch je einen Titel im Einzel und Doppel. 2015 wurde Wolmarans nach acht Jahren Abwesenheit wieder für den Davis Cup nominiert und spielte die Partien gegen die Türkei und Irland. Insgesamt hatte Wolmarans im Davis Cup eine Einzelbilanz von 6:2 und im Doppel von 4:0. Nachdem er beim Challenger in Las Vegas in der ersten Qualifikationsrunde gescheitert war, beendete Wolmarans seine Karriere.

## Erfolge
| Legende (Anzahl der Siege)  |
| Grand Slam                  |
| ATP World Tour Finals       |
| ATP World Tour Masters 1000 |
| ATP World Tour 500          |
| ATP World Tour 250          |
| ATP Challenger Tour (2)     |

### Einzel

#### Turniersiege
| Nr. | Datum         | Turnier  | Belag         | Finalgegner    | Ergebnis        |
| --- | ------------- | -------- | ------------- | -------------- | --------------- |
| 1.  | 20. März 2011 | Rimouski | Hartplatz (i) | Bobby Reynolds | 6:72, 6:3, 7:63 |

### Doppel

#### Turniersiege
| Nr. | Datum              | Turnier | Belag     | Partner         | Finalgegner                    | Ergebnis |
| --- | ------------------ | ------- | --------- | --------------- | ------------------------------ | -------- |
| 1.  | 18. September 2010 | Tulsa   | Hartplatz | Andrew Anderson | Brett Joelson Chris Klingemann | 6:2, 6:3 |